# Le Bousquet-d’Orb
Le Bousquet-d’Orb ist eine französische Gemeinde mit 1.594 Einwohnern (Stand: 1. Januar 2022) im Département Hérault in der Region Okzitanien. Sie gehört zum Arrondissement Béziers und zum Kanton Clermont-l’Hérault. Die Einwohner werden Bousquetains genannt.

## Geographie
Die Gemeinde Le Bousquet-d’Orb liegt im Regionalen Naturpark Haut-Languedoc, etwa 39 Kilometer nördlich von Béziers am Fluss Orb. Umgeben wird Le Bousquet-d’Orb von den Nachbargemeinden Lunas-les-Châteaux im Norden und Osten, La Tour-sur-Orb im Süden, Camplong im Südwesten und Westen sowie Avène im Nordwesten.
Durch die Gemeinde führt die Via Tolosana, der südlichste der vier historischen „Wege der Jakobspilger in Frankreich“.

## Geschichte
1785 ließ Antoine-François-Martin Rey in Le Bousquet-d’Orb eine Glashütte mit Herrenhaus, Ofen und Steinmühle errichten, die 1789 königliche Manufaktur wurde. Die Ansiedlung der Glashütte und ihr Aufblühen waren auf die Nähe zum Kohlevorkommen von Graissessac zurückzuführen.

### Bevölkerungsentwicklung
| Jahr                       | 1962 | 1968 | 1975 | 1982 | 1990 | 1999 | 2006 | 2013 | 2020 |
| Einwohner                  | 2502 | 2270 | 1944 | 1816 | 1702 | 1483 | 1571 | 1573 | 1584 |
| Quellen: Cassini und INSEE |      |      |      |      |      |      |      |      |      |

## Verkehr
Le Bousquet-d’Orb liegt an der Bahnstrecke Béziers–Neussargues und wird im Regionalverkehr durch TER-Züge bedient.

## Sehenswürdigkeiten
- Kirche Saint-Martin aus dem 12. Jahrhundert, Monument historique
- Kirche Saint-Vincent aus dem 19. Jahrhundert
- Schloss Cazilhac, ursprünglich aus dem 12. Jahrhundert, im 17. Jahrhundert umgebaut, Monument historique seit 1987

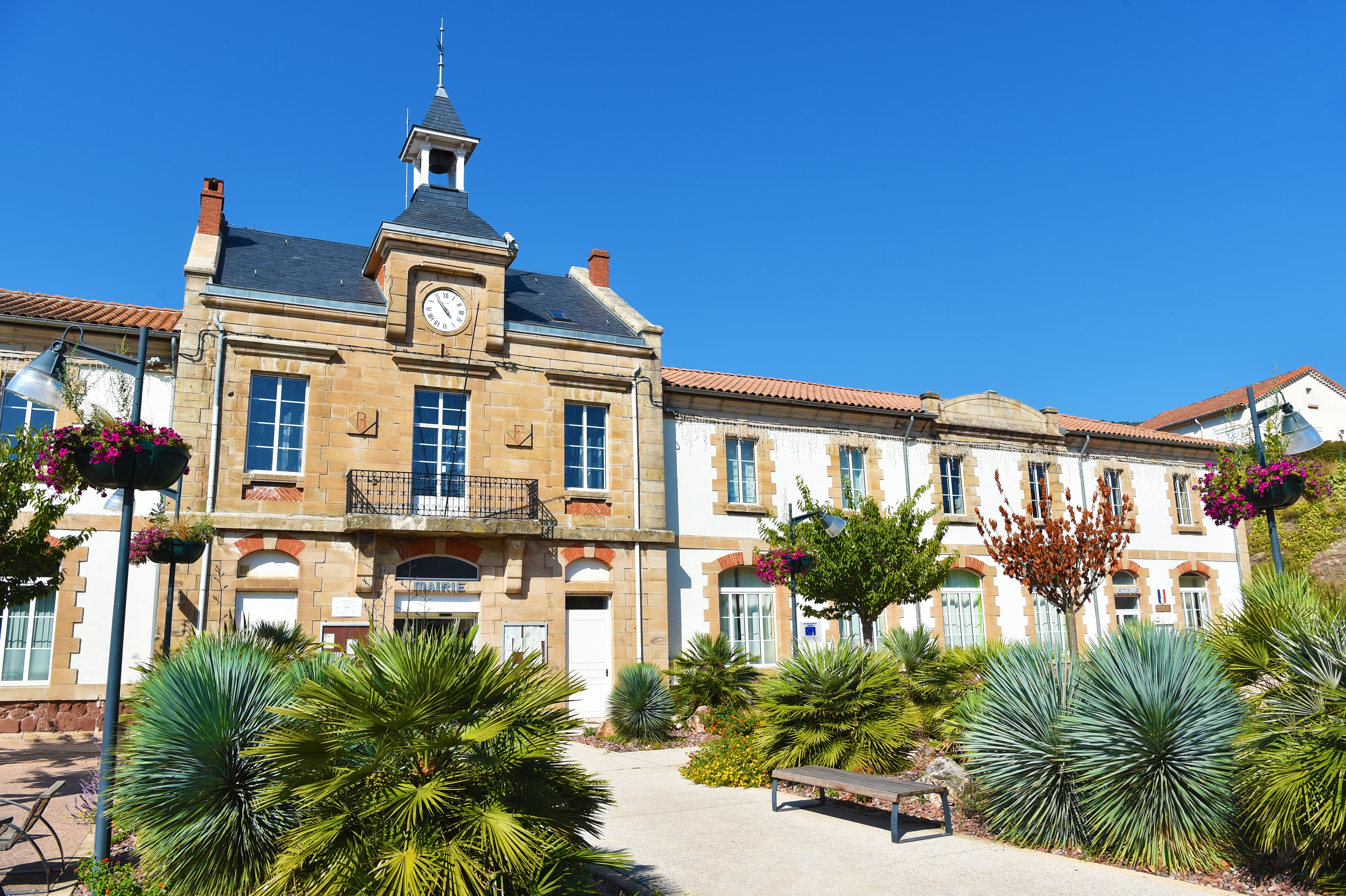
Mairie (Rathaus)
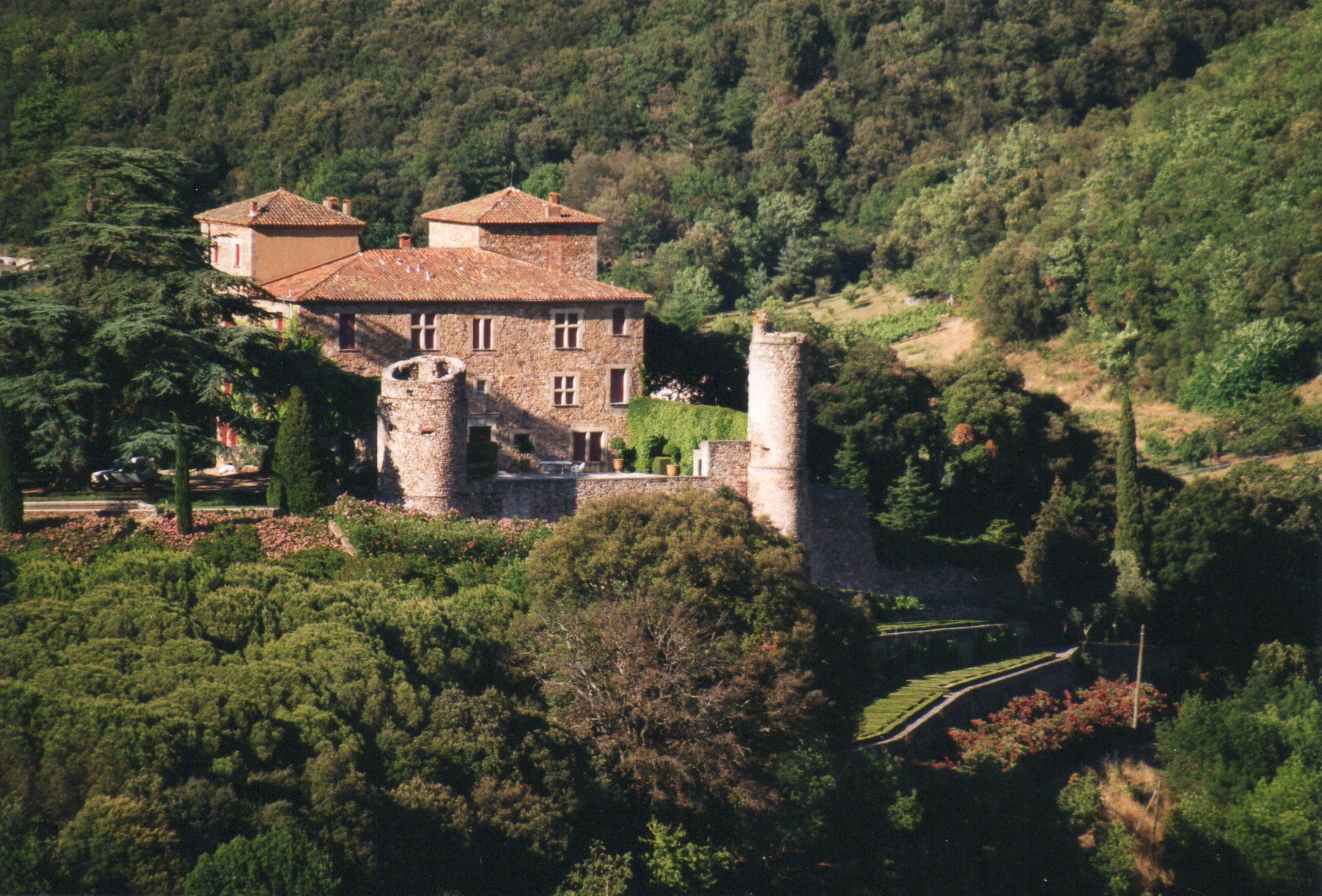
Schloss Cazilhac
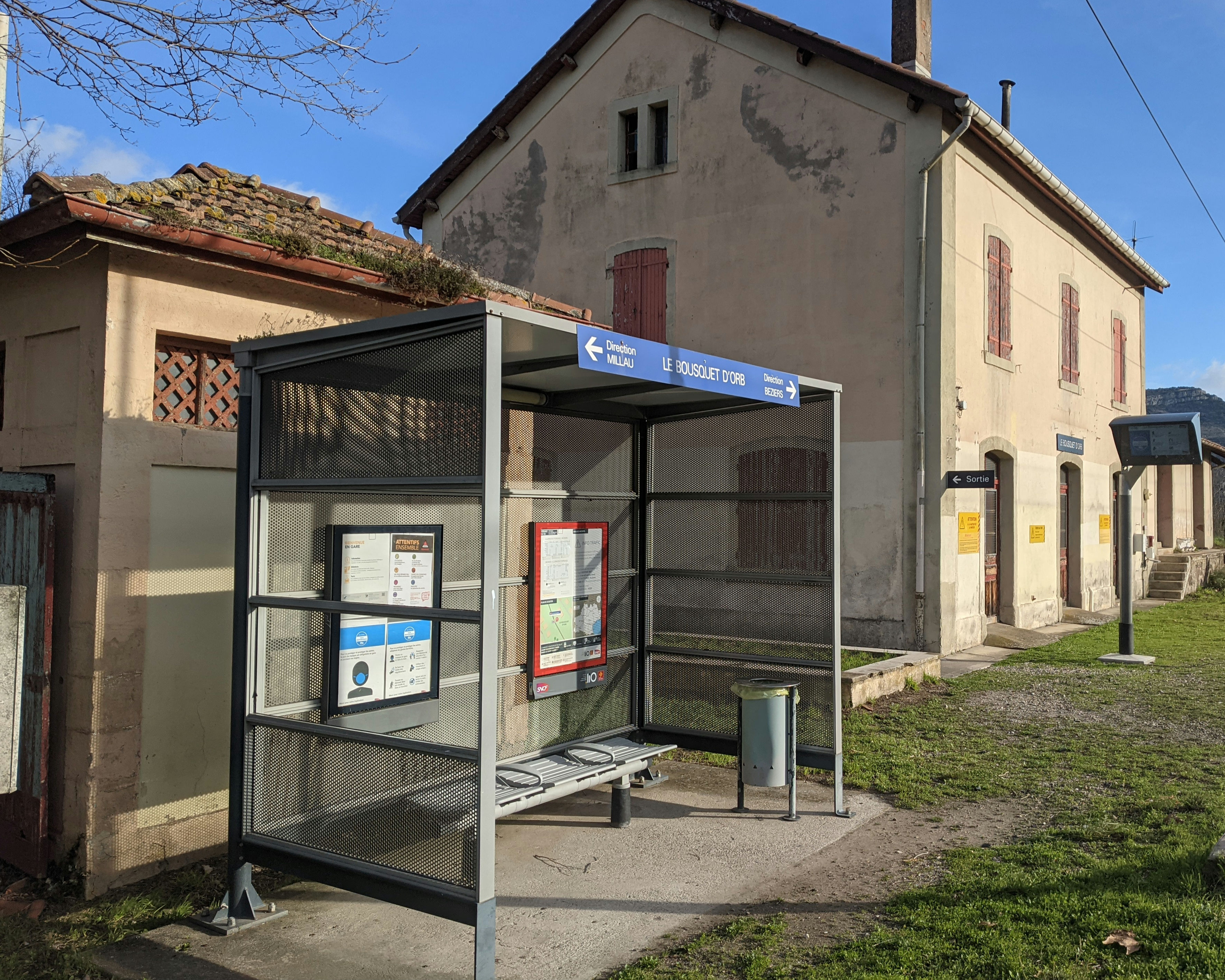
Bahnhof